# 4. Sinfonie (Dvořák)

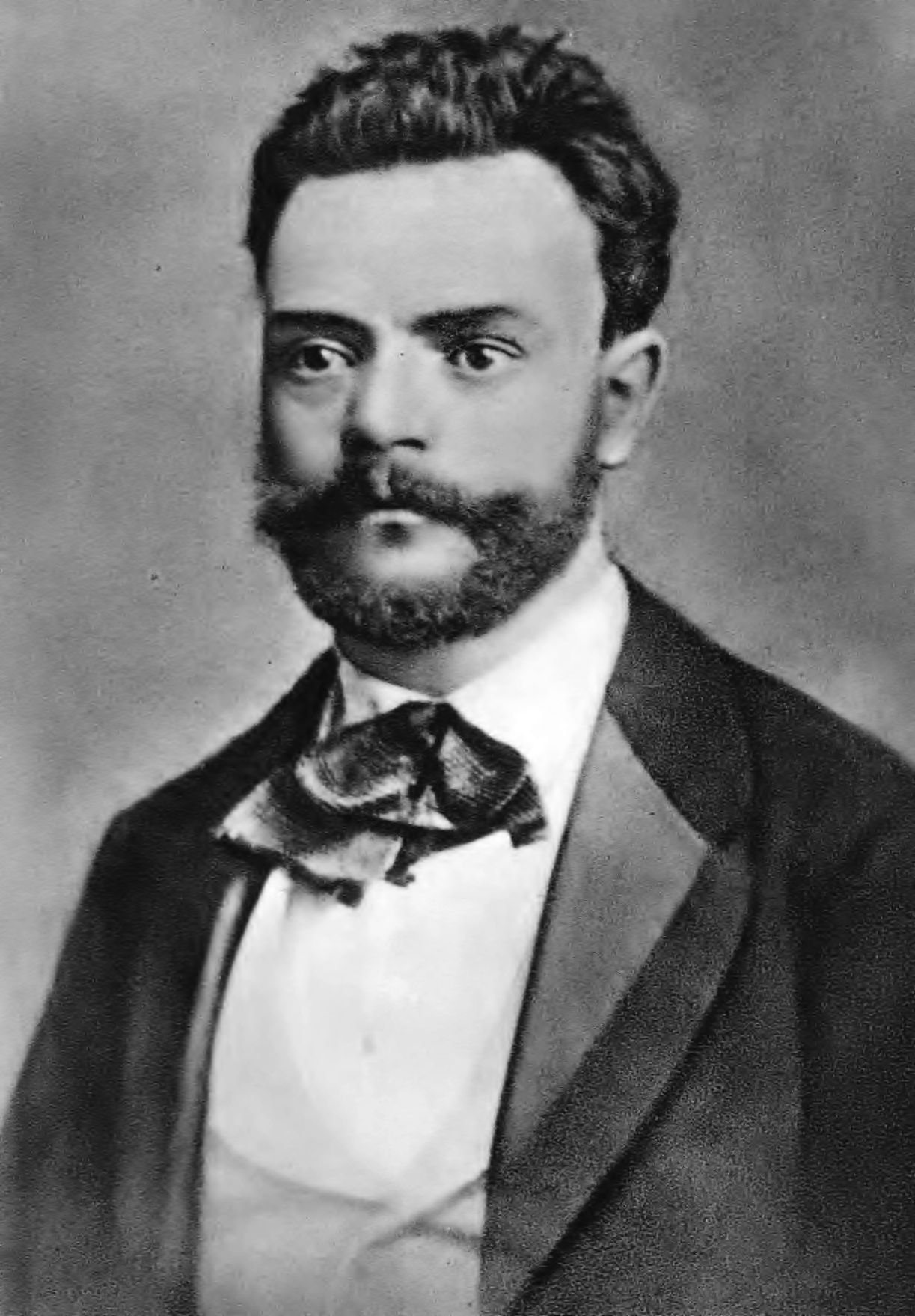
Antonín Dvořák. Fotografie aus dem Jahr 1868

Die Sinfonie Nr. 4 d-Moll op. 13 ist eine Sinfonie des böhmischen Komponisten Antonín Dvořák.

## Entstehung
Die Sinfonie entstand im Jahr 1874, wenige Jahre nach der dritten Sinfonie. Zur Zeit der Komposition konnte Dvořák einen Erfolg mit seinem Hymnus „Die Erben des Weißen Berges“ feiern, der auch in den USA berühmt wurde und u. a. Dvořáks späteren Erfolg dort ebnete. Man nahm fortan auch das sinfonische Schaffen des böhmischen Komponisten stärker wahr.
Wie in der 3. Sinfonie lässt sich auch in diesem Werk noch Dvořáks Beschäftigung mit dem Werk Wagners feststellen, beispielsweise am Hauptthema des zweiten Satzes.

## Zur Musik

### Besetzung
2 Flöten, 2 Oboen, 2 Klarinetten, 2 Fagotte, 4 Hörner, 2 Trompeten, 3 Posaunen, Pauke, Große Trommel, Triangel, Becken, Harfe und Streicher

### 1. Satz: Allegro
Der Hauptsatz beginnt mit einem Spannungsaufbau in den tiefen Streichern, der zu einem vorwärtsdrängenden, durchweg forte vorgetragenem Thema führt, das zuerst in den Bläsern vorgestellt wird. Das zweite Thema hat walzerartigen Charakter und wird vom Cello eingeführt. In der Wiederholung wiegt der Dreiviertel-Rhythmus in den Bässen, während das Thema strahlend vorgetragen wird. Die kurze Durchführung verarbeitet beide Themen. So wird das Walzerthema beispielsweise wirkungsvoll nach Moll gerückt. Die Reprise ist an manchen Stellen im Vergleich zur Exposition stark verändert. Dies ist für Sinfonien aus der Epoche der Romantik bereits seit Ludwig van Beethoven nicht unüblich. Eine Abwandlung des ersten Themas führt zum Ende des Satzes in pochendem d-Moll.

### 2. Satz: Andante sostenuto e molto cantabile
Der zweite Satz stellt erstmals in Dvořáks sinfonischem Schaffen einen Variationensatz dar. Das Thema, das nur von den Blechbläsern vorgestellt wird, erinnert an Richard Wagners Tannhäuser. Die erste Variation bringt die Verarbeitung in den Streichern mit einem vom Cello vorgetragenen und von den übrigen Streichern umspielten Seitengedanken. Die zweite Variation bringt die Holzbläser ins Spiel, die das Thema rhythmisch verschoben begleiten. Sie endet mit einem neuen Seitengedanken, der nach einem kurzen Tutti zur dritten Variation führt. Diese beschleunigt das Thema und verarbeitet es mit kontrapunktischen Ansätzen. Die vierte Variation verändert den Rhythmus und verlangsamt das Geschehen zunehmend, um den Seitengedanken der zweiten Variation erneut aufzunehmen. Es folgt keine Variation im eigentlichen Sinne mehr, sondern einige Schlusswendungen, die dem Satz ein friedliches Ende geben.

### 3. Satz: Scherzo, Allegro feroce
Der dritte Satz ist ein typisches Dvořák-Scherzo mit volkstümlicher und liedhafter Thematik. So beginnt der Scherzoteil mit einem Tuttischlag des ganzen Orchesters, aus dem sich die Melodie, die an ein böhmisches Lied erinnert, entwickelt. Begleitet von Pauke und Trommel bahnt es sich seinen Weg. Das Trio bildet diesmal keinen pastoralen Gegensatz zum Scherzo-Thema, sondern versetzt den Hörer mitten in ein böhmisches Volksfest, auf dem eine einfache und eingängige Melodie vom Orchester geschmettert und von Triangel, Trommel und Pauke begleitet wird. Die Wiederholung des Scherzos schließt diesen volkstümlichen dritten Satz ab.

### 4. Satz: Finale, Allegro con brio
Im letzten Satz finden sich zwei miteinander verwandte Themen. Das erste setzt unvermittelt und in den tiefen Streichern hämmernd ein und wird von den Streichern ausgeführt. In der Wiederholung erscheint es vom ganzen Orchester gespielt. Das anschließende zweite Thema ist von lyrischem Charakter und wird von den hohen Streichern vorgestellt. In der Basslinie pocht weiterhin das hämmernde Motiv aus dem ersten Thema. Nach der Verarbeitung beider Themen rückt das Geschehen einen Halbton nach unten und nimmt beide Themen verändert wieder auf. Bis zum Ende des Satzes wird das musikalische Material verarbeitet und verändert. Ein strahlender Vortrag des lyrischen zweiten Themas führt schließlich zum stürmischen und jubelnden Ende der Sinfonie.

## Wirkung
Am 29. März 1874 wurde zunächst der dritte Satz der Sinfonie im Rahmen der Uraufführung von Dvořáks dritter Sinfonie in Prag uraufgeführt. Die gesamte vierte Sinfonie erklang dann erstmals am 25. Mai 1874 in Prag unter Leitung von Bedřich Smetana. Das Werk wurde sofort gefeiert und als ein Meisterwerk Dvořáks angesehen. Auch diese Sinfonie wurde um 1887 einer Revision durch den Komponisten unterzogen und nicht unerheblich überarbeitet.
Die 4. Sinfonie gilt heute als wichtiger Punkt auf dem Weg des Sinfonikers Dvořák. Dieser schaffte es mit der neuen Sinfonie, seinen persönlichen Stil souverän mit der Form der Sinfonie zu verbinden. Die nachfolgende 5. Sinfonie setzt diesen Stil mit noch größerer Reife fort.

## Belege
- Gottfried Eberle in: Lexikon Orchestermusik Romantik, hg. von Wulf Konold, München: Piper 1989, Bd. 1, S. 192–195
- Christoph Hahn, Siegmar Hohl (Hg.), Bertelsmann Konzertführer, Bertelsmann Lexikon Verlag, Gütersloh/München 1993, ISBN 3-570-10519-9
- Harenberg Konzertführer, Harenberg Kommunikation, Dortmund, 1998, ISBN 3-611-00535-5